# 북부돼지꼬리마카크
북부돼지꼬리마카크 또는 북부돼지꼬리원숭이(Macaca leonina)는 구세계원숭이에 속하는 영장류의 일종이다. 방글라데시와 캄보디아, 라오스, 말레이시아, 미얀마, 태국 그리고 베트남에서 발견된다. 전통적으로 남부돼지꼬리마카크(M. nemestrina)의 아종으로 간주되었다.
천적은 호랑이, 표범, 구름표범, 비단구렁이 다.

## 사진

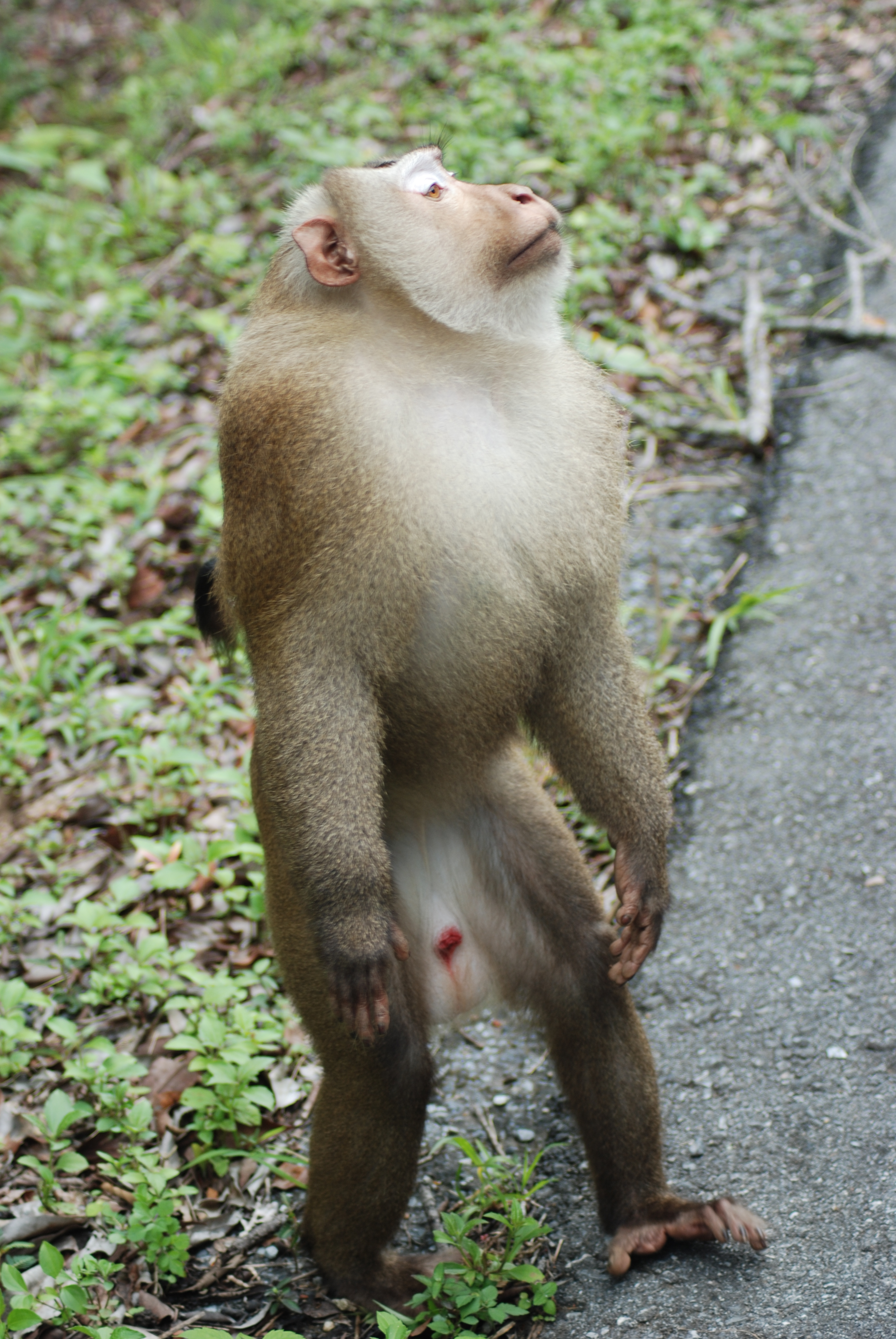
카오 야이 국립공원 내의 마카크
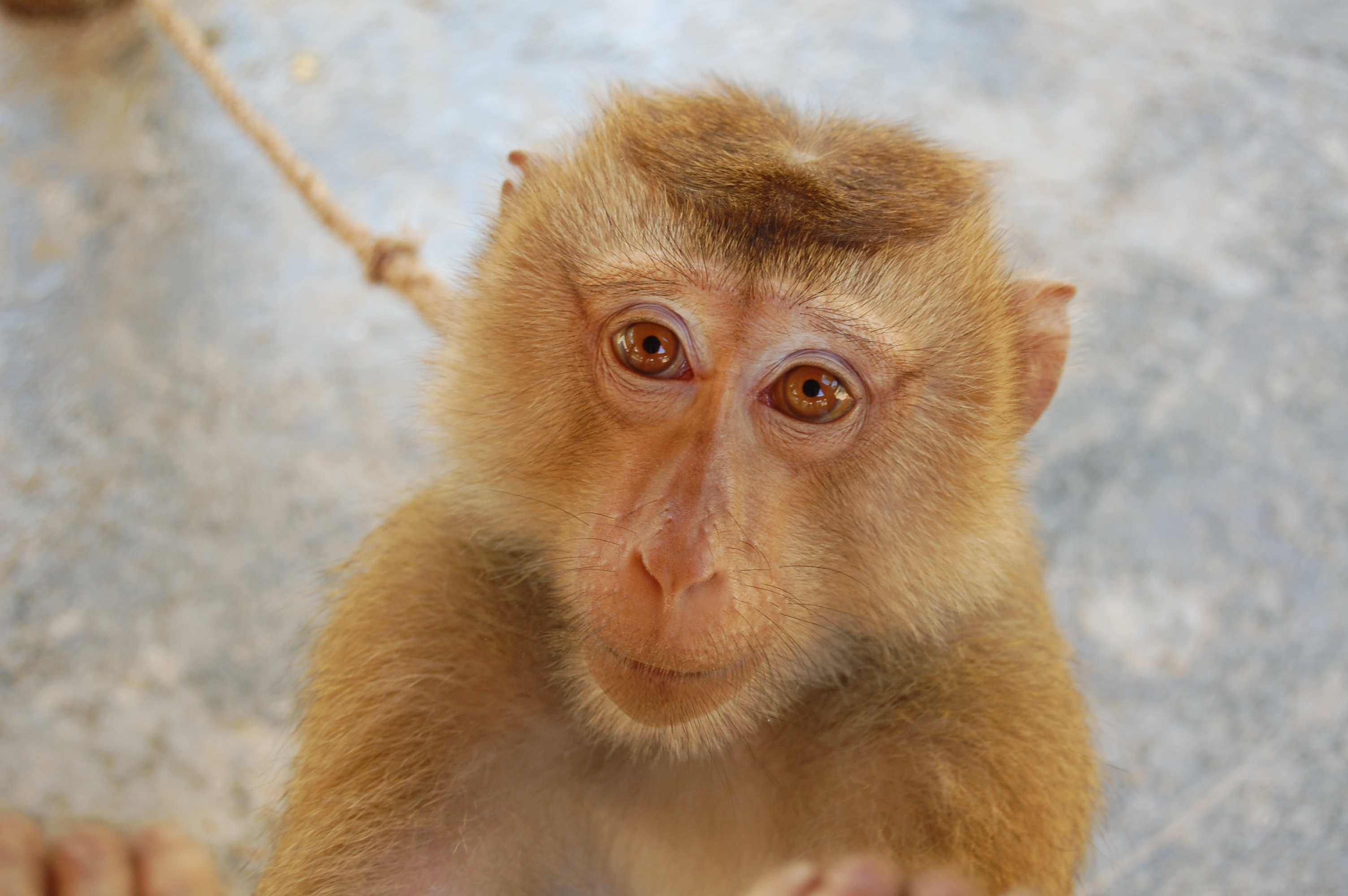
코 란타 야이의 한 원숭이 학교의 마카크